# Syougi no Tatsujin
Syougi no Tatsujin (literalmente Maestro de Syougi) es un videojuego de puzle lanzado en 1995 para la placa Arcade Neo-Geo, y ese mismo año se lanzó para Neo Geo CD. Posteriormente se lanzó un port recortado para la portátil Neo Geo Pocket Color. Este título solo apareció en Japón.

## Jugabilidad
Syougi no Tatsujin es un juego de  Ajedrez japonés. En el modo de un jugador, hay que competir contra adversarios computarizados (representados por una fotografía digitalizada) para ganar el torneo. En el modo de dos jugadores, el primer jugador compite contra el segundo.